# Symmimetis cristata
Symmimetis cristata là một loài bướm đêm trong họ Geometridae.